# Onze-Lieve-Vrouw-Onbevlekt-Ontvangenkerk (Madonna)

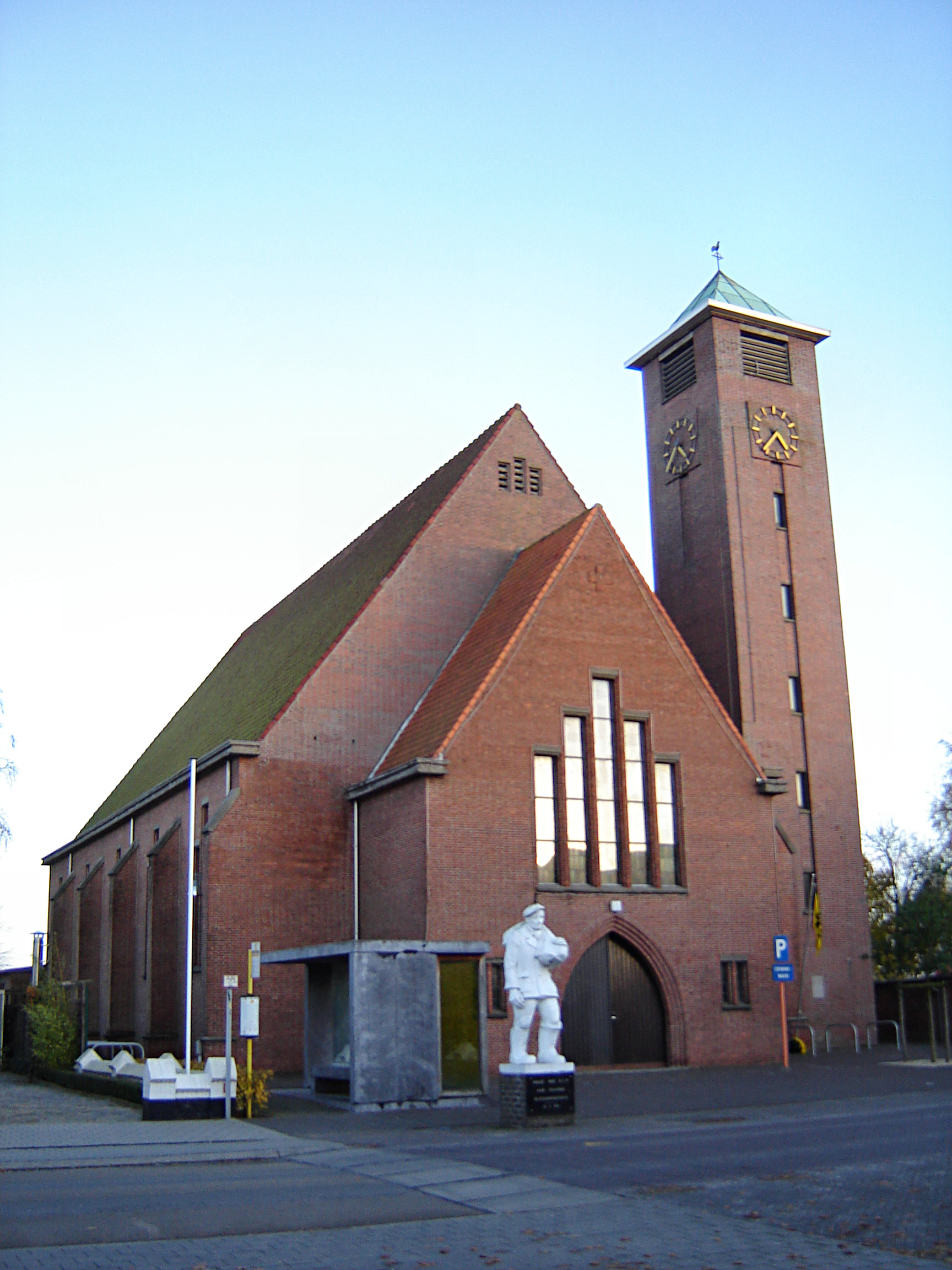
Onze-Lieve-Vrouw-Onbevlekt-Ontvangenkerk

De Onze-Lieve-Vrouw-Onbevlekt-Ontvangenkerk is de parochiekerk van de tot de West-Vlaamse gemeente Langemark-Poelkapelle behorende plaats Madonna, gelegen aan Klerkenstraat 165.
Nadat Madonna (voorheen: Boskant) in 1936 een zelfstandige parochie was geworden, werd een kerk gebouwd naar ontwerp van None Vandesande. In 1939 werd de kerk ingewijd.
Het is een zaalkerk onder hoog zadeldak, uitgevoerd in rode bakstenen. Boven het ingangsportaal bevindt zich een getrapt vijflicht. De vlakopgaande naastgebouwde toren wordt gedekt door een tentdak. Het interieur wordt overkluisd met een houten spitstongewelf.
Het orgel van de kerk stamt van 1720 en werd vervaardigd door Louis Delhaye voor de Sint-Annakapel te Gent, welke zich bevond aan de Lange Violettestraat. In 1829 werd het orgel gerenoveerd door Pierre-Charles Van Peteghem II. Later kwam het orgel in de Gentse Sint-Annakerk. In 1958 werd het orgel door de parochie van Madonna aangekocht.